# Papa Clement al XII-lea
Papa Clement al XII-lea, cu numele de botez Lorenzo Corsini (n. 7 aprilie 1652, Florența, Marele Ducat de Toscana – d. 6 februarie 1740, Roma, Statele Papale) (în franceză Clément XII, în latină Clemens XII, în italiană Clemente XII) a fost un papă al Romei, între anii 1730 - 1740.

## Originile și studiile
S-a născut într-o familie celebră, din care făcea parte Sfântul Andrea Corsini. După studii la Colegiul Iezuit, a obținut un doctorat în drept, la Universitatea din Pisa.

## Cardinal
A fost facut cardinal de către Papa Clement al XI-lea, la 17 mai 1706.

## Papă

Stema Papei Clement al XII-lea

La 12 iulie 1730, ca urmare a decesului Papei Benedict al XIII-lea, a fost ales papă.
Clement al XII-lea și-a început activitatea de papă prin atenuarea corupției unor benedictini.
L-a înlăturat pe atotputernicul și nedemnul Niccolò Cascia, care profitase de neimplicarea venerabilului papă Benedict al XIII-lea, condamnându-l pe Cascia la 10 ani de închisoare și la confiscarea averii. A îmbunătățit eficacitatea guvernării Statului Papal, deși i s-a reproșat crearea unei loterii ca mijloc de a crește fondurile Statului.
În raporturile cu marile puteri ale timpului, Clement a avut parte de aceleași umilințe ca și majoritatea papilor din acel secol. Dreptul său de suzeranitate asupra Parmei i-a fost ignorat, iar Bourbonii s-au aliat cu Habsburgii, contra bătrânului papă. A făcut pace cu Portugalia, dar a intrat în polemică cu Spania. 
A continuat presiunea asupra Janseniștilor, bulla Unigenitus marcând începutul acestei presiuni. La scurt timp, Francmasoneria din Anglia s-a instalat la Florența, iar apoi, la Roma. Papa Clement al XII-lea a fost nevoit să o condamne, amenințându-i cu excomunicarea pe toți aderenții acesteia. A emis, în 1738, bulla In eminenti, care constituie primul decret îndreptat contra francmasoneriei.
A primit în Biserica Catolică un mare număr de copți monofiziți.
A încercat să realizeze reunificarea Bisericii Romane cu Biserica Ortodoxă. A cerut Patriarhului armean să ridice anatema îndreptată contra Conciliului de la Calcedon și contra Papei Leon I.
În timpul pontificatului său a fost recunoscută independența Republicii San Marino.
De prin anul 1732, a fost aproape orb și paralizat, dar strălucitoarele sale facultăți intelectuale și capacitatea sa de a-și alege anturajul, i-au permis un pontificat excelent și a decedat, la vârsta de 88 de ani, în 1740. I-a urmat Papa Benedict al XIV-lea. 
A continuat politica de amenajare a orașului Roma dorită de predecesorii săi. De notat, i se datorează construcția fântânii Trevi și mărirea muzeului Capitoliului, precum și a Muzeelor Vaticane.
Mormântul său maiestuos se află în Bazilica San Giovanni in Laterano.

## Canonizări
- Sfântul Vincențiu de Paul

## Galerie de imagini

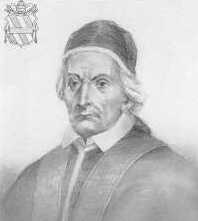
Papa Clement al XII
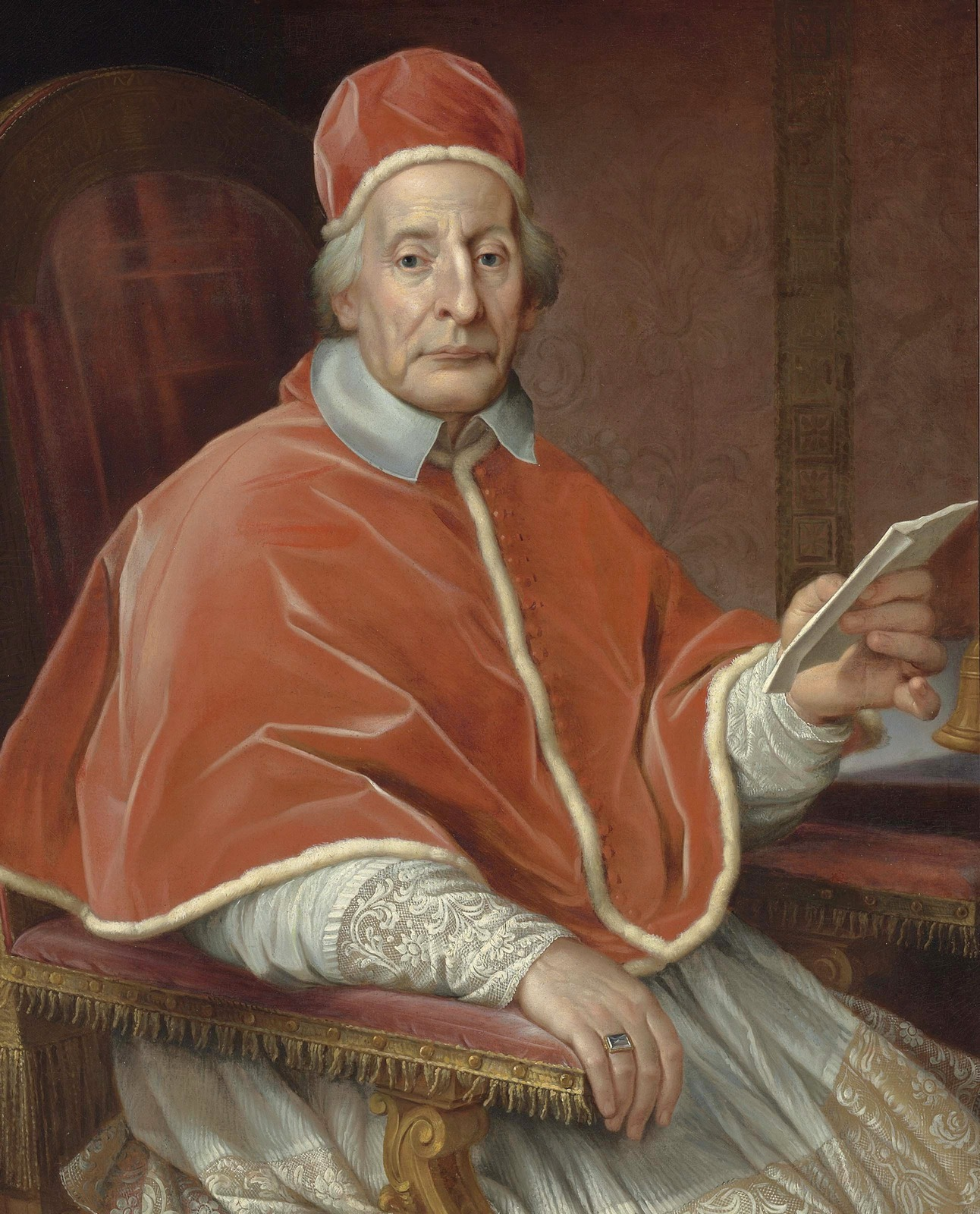
Portretul Papei Clement al XII-lea, realizat de Agostino Masucci
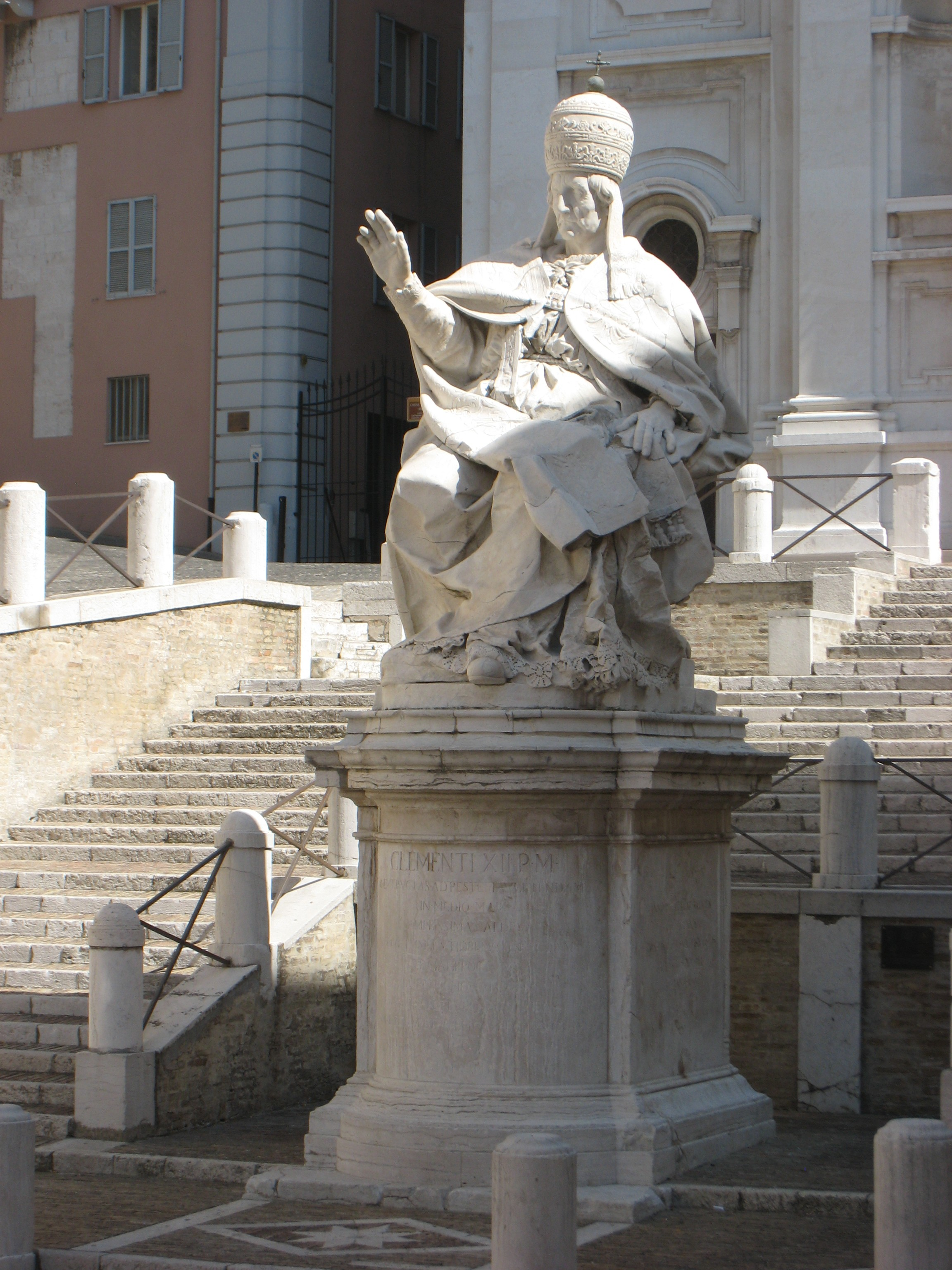
Statuia Papei Clement al XII-lea la Ancona